# Pavonia arechavaletana
Pavonia arechavaletana är en malvaväxtart som beskrevs av Antonio Krapovickas och Fryxell. Pavonia arechavaletana ingår i släktet påfågelsmalvor, och familjen malvaväxter. Inga underarter finns listade i Catalogue of Life.